# 서정 (작가)
서정은 대한민국의 텔레비전 드라마 작가이다. 

## 드라마
- 2020년 ~ 2021년 MBC 저녁 일일연속극 《찬란한 내 인생》 ... 집필
- 2024년 MBC 저녁 일일연속극 《친절한 선주씨》 ... 집필